# Корольов Анатолій Максимович
Анатолій Максимович Корольов (15 серпня 1936, місто Свердловськ, тепер місто Єкатеринбург, Російська Федерація) — радянський державний діяч, новатор виробництва, бригадир токарів Уральського заводу важкого машинобудування імені Серго Орджонікідзе виробничого об'єднання «Уралмаш» Свердловської області. Член ЦК КПРС у 1981—1990 роках. Член Російського бюро ЦК КПРС у 1989—1990 роках. Герой Соціалістичної Праці (23.05.1985).

## Життєпис
Народився в родині робітника. У 1953 році закінчив семирічну школу в місті Свердловську.
У 1953—1955 роках працював учнем токаря в цеху № 80 Уральського заводу важкого машинобудування імені С. Орджонікідзе (Уралмашзавод).
У 1955—1958 роках служив у Радянській армії в Московському військовому окрузі.
У 1958 році повернувся підручним токаря на Уралмашзавод. З грудня 1960 року — токар, з 1972 року — бригадир токарів цеху № 96 Уральського заводу важкого машинобудування імені С. Орджонікідзе виробничого об'єднання «Уралмаш» Міністерства важкого і транспортного машинобудування СРСР Свердловської області.
Член КПРС з 1967 року.
У 1979 році закінчив вечірню середню школу в місті Свердловську.
Указом Президії Верховної Ради СРСР від 23 травня 1985 року за видатні успіхи із дострокового виконання виробничих завдань одинадцятої п'ятирічки і прийнятих соціалістичних зобов'язань, великий особистий внесок у вдосконалення організації праці Корольову Анатолію Максимовичу присвоєно звання Героя Соціалістичної Праці з врученням ордена Леніна і золотої медалі «Серп і молот».
Був автором понад 30 раціоналізаторських пропозицій, очолював Раду новаторів заводу. Пропрацювавши на підприємстві 48 років, вийшов на пенсію.
Проживав у місті Єкатеринбурзі.

## Нагороди і звання
- Герой Соціалістичної Праці (23.05.1985)
- два ордени Леніна (31.03.1981, 23.05.1985)
- орден Трудового Червоного Прапора (26.02.1974)
- медалі
- Заслужений машинобудівник РРФСР (1980).
- Почесний уралмашовець